# Andrij Hrywko
Andrij Askoldowytsch Hrywko (ukrainisch Андрій Аскольдович Гривко, wiss. Transliteration Andrij Hryvko, in den Medien und offiziellen Mitteilungen meist nach der frz. Transkription Andriy Grivko; * 7. August 1983 in Simferopol, Ukrainische SSR, UdSSR) ist ein ukrainischer Radrennfahrer.

## Sportliche Karriere
Hrywko gewann 2004 die U23-Etappenrennen Giro delle Regioni und Giro della Toscana. Er schloss sich im Jahr darauf zum ersten Mal einem internationalen Radsportteam, der italienischen Mannschaft Domina Vacanze an. Sein bis dahin größter internationaler Erfolg gelang 2008 beim Zeitfahren Firenze–Pistoia. Im Jahr 2016 entschied er eine Etappe sowie die Gesamtwertung der Mittelmeer-Rundfahrt für sich.
Bis 2016 wurde Hrywko fünf Mal ukrainischer Meister im Einzelzeitfahren und 2012 im Straßenrennen. Achmal startete er bei der Tour de France; seine beste Platzierung war Rang 43 im Jahr 2012. 2008 sowie 2012 nahm er an den Olympischen Spielen teil. 2008 wurde er 31. im Zeitfahren und 2012 belegte Platz 17 im Straßenrennen. Vier Jahre später, bei den Olympischen Spielen in Rio de Janeiro, wurde er 18. im Zeitfahren und 45. im Straßenrennen.
Auf der dritten Etappe der Dubai Tour Anfang Februar 2017 schlug Hrywko den Deutschen Marcel Kittel mit dem Ellenbogen in das Gesicht, so dass dieser eine Platzwunde an der linken Augenbraue erlitt. Er wurde hierauf von der Jury disqualifiziert. Die Disziplinarkommission der UCI suspendierte im April 2017 Grivko deshalb ab dem 1. Mai für 45 Tage.
Nachdem Hrywko Ende der Saison 2018 keinen neuen Vertrag beim Team Astana erhalten hatte, ging er im Mai 2019 zum ukrainischen UCI Continental Team Lviv Cycling Team.

## Engagement als Funktionär
Im Juli 2018 wurde Hrywko zum Vizepräsidenten des ukrainischen Radsportverbandes gewählt, seit dem 20. August 2019 ist er Präsident des nationalen Verbandes.

## Erfolge
2004
Gesamtwertung Giro delle Regioni
Gesamtwertung Giro della Toscana (U23)
2005
 Ukrainischer Meister – Zeitfahren
2006
 Ukrainischer Meister – Zeitfahren
2008
 Ukrainischer Meister – Zeitfahren
Firenze–Pistoia
2009
Mannschaftszeitfahren Settimana Internazionale
 Ukrainischer Meister – Zeitfahren
2012
 Ukrainischer Meister – Zeitfahren
 Ukrainischer Meister – Straßenrennen
2013
Mannschaftszeitfahren Vuelta a España
2016
Gesamtwertung und eine Etappe Mittelmeer-Rundfahrt
2018
 Ukrainischer Meister – Zeitfahren

## Grand-Tour-Platzierungen
| Grand Tour            | 2005 | 2006 | 2007 | 2008 | 2009 | 2010 | 2011 | 2012 | 2013 | 2014 | 2015 | 2016 | 2017 |
| --------------------- | ---- | ---- | ---- | ---- | ---- | ---- | ---- | ---- | ---- | ---- | ---- | ---- | ---- |
| Giro d’ItaliaGiro     | –    | –    | –    | –    | 22   | 70   | –    | –    | –    | –    | –    | –    | –    |
| Tour de FranceTour    | 78   | DNF  | 78   | –    | –    | 136  | 144  | 43   | –    | 95   | 64   | 86   | 120  |
| Vuelta a EspañaVuelta | –    | –    | –    | 42   | –    | –    | –    | –    | 101  | –    | –    | –    | –    |